# Isla Central (Malvinas)
La isla Central (en inglés: Mid Island) es una de las islas Malvinas. Se encuentra al suroeste de la isla Soledad y al este de la isla Águila, en el canal Águila, cerca de la isla Puerto Flores y la isla Annie.